# Annelie Hedin
Annelie Hedin, född 5 juni 1955 i Högalids församling i Stockholm, är en svensk skådespelare.
Hedin studerade vid Teaterverkstan på Kursverksamheten i Stockholm 1979–1981, och därefter vid Teater- och operahögskolan i Göteborg 1983–1986. Hon engagerades 1987 vid Skottes musikteater i Gävle. Sedan 1998 frilansar hon och har varit engagerad vid Friteatern, Teater Nostra, Teater Xeno och Kristianstads teater.

## Filmografi
- 2001 – Farligt förflutet
- 2002 – Hus i helvete
- 2006 – Möbelhandlarens dotter (TV-serie)